# Chisanbop

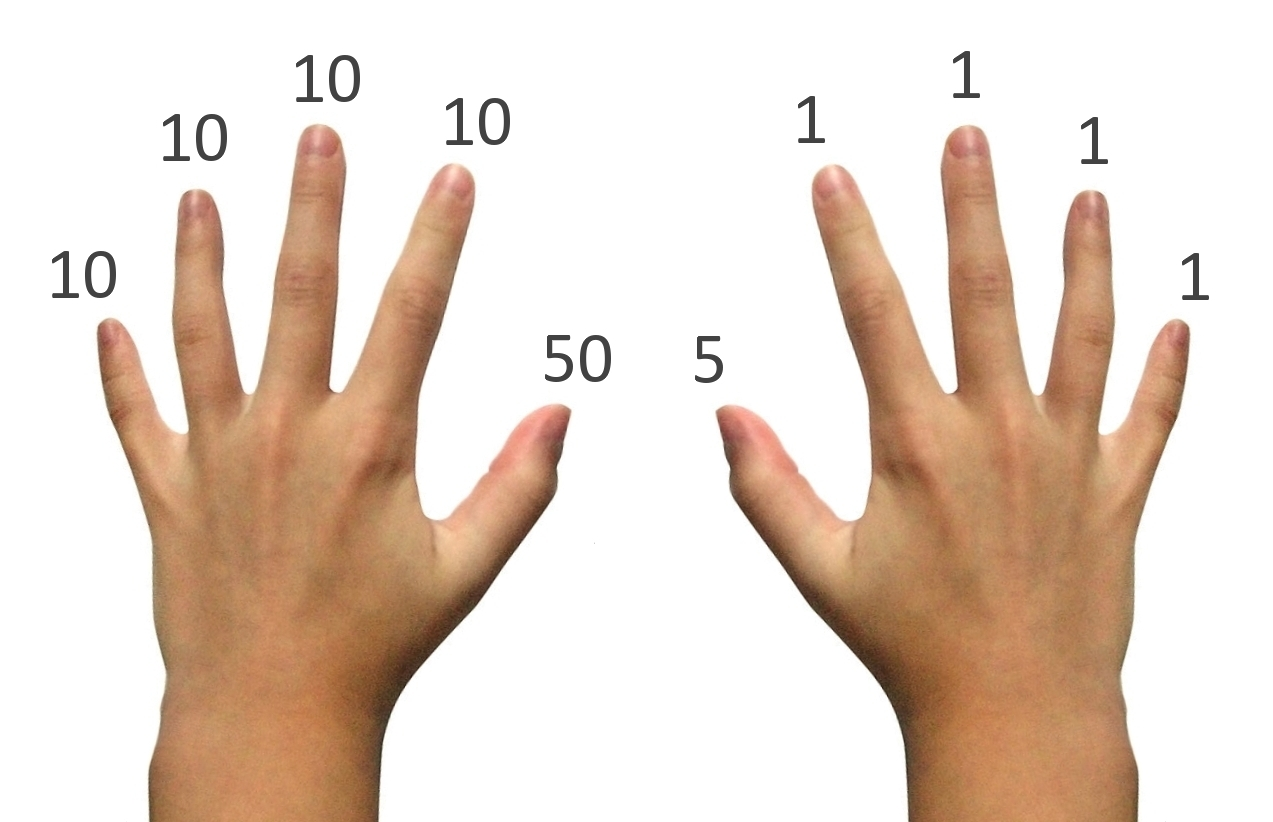
El sistema Chisanbop. Cuando un dedo toca la mesa, contribuye con su número correspondiente al total.

Chisanbop o chisenbop (del coreano chi (ji) dedo + sanpŏp (sanbeop) cálculo 지산법/指算法) es un método para contar con los dedos similar a un ábaco utilizado para realizar operaciones matemáticas básicas.  Según The Complete Book of Chisanbop de Hang Young Pai, el chisanbop fue creado en la década de 1940 en Corea por Sung Jin Pai y revisado por su hijo Hang Young Pai. Luego él llevó el sistema a Estados Unidos hacia 1977.
Con el método chisanbop es posible expresar todos los números del 0 al 99 con dos manos, y realizar sumas, restas, multiplicaciones y división de números. Se ha indicado que el sistema es más fácil de utilizar que un ábaco por estudiantes con deficiencias en la vista.

## Conceptos básicos

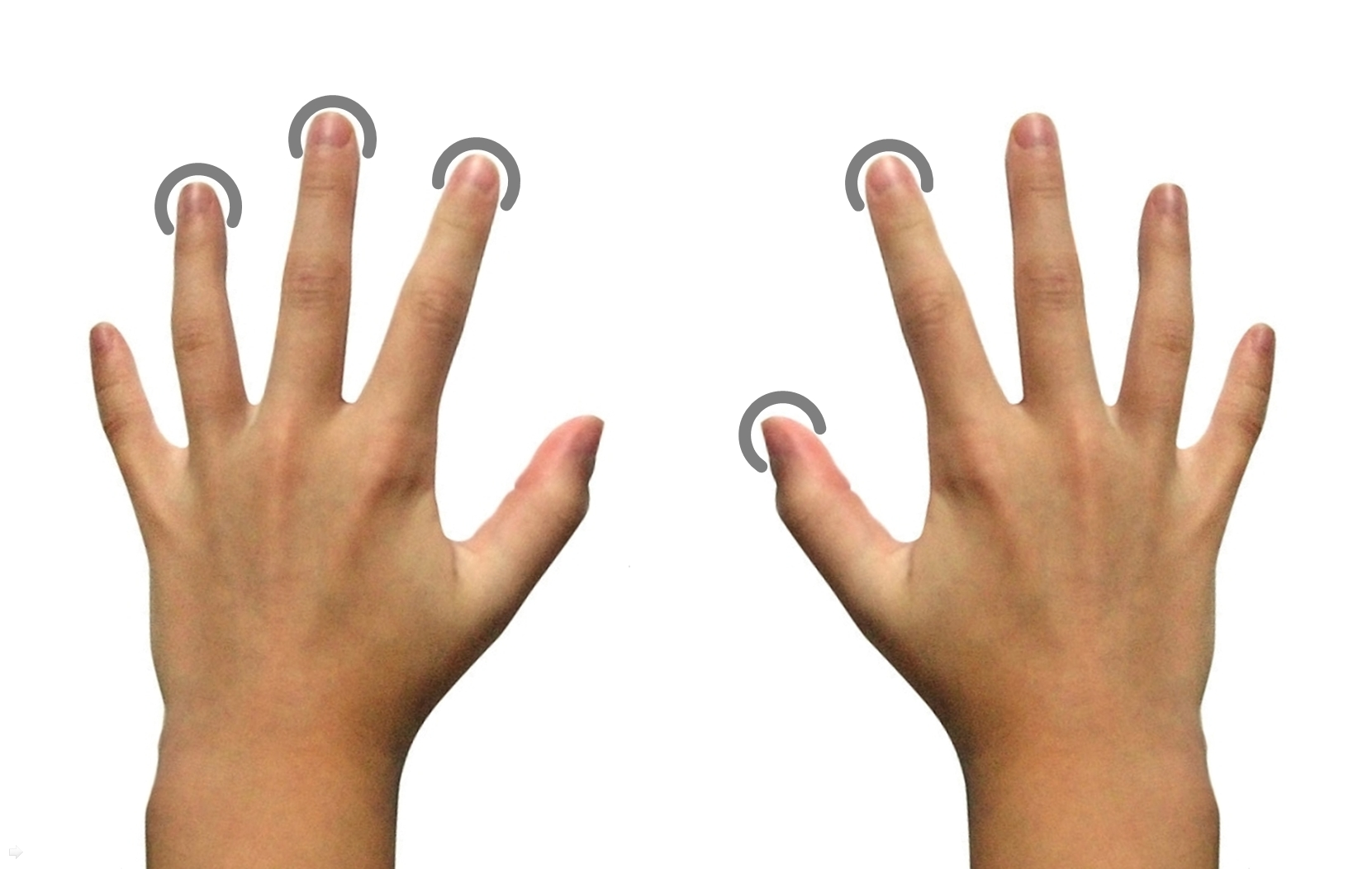
Representación del número 36 en chisanbop, donde cuatro dedos y un pulgar tocan la mesa y el resto de las manos están levantadas. Los tres dedos en la mano izquierda suman 30, el pulgar derecho suma 5, y el índice derecho le agrega 1.

Las manos se mantienen en una postura relajada sobre la mesa. Inicialmente ninguno de los dedos toca la mesa. Los dedos se asientan sobre la mesa para indicar un valor.
Cada dedo (pero no el pulgar) de la mano derecha valen uno. Se asienta el dedo índice de la mano derecha en la mesa para indicar "uno". Se presiona el índice y el dedo medio para indicar "dos", los tres dedos a la izquierda para "tres", y los cuatro dedos de la mano derecha para indicar  "cuatro". 
El pulgar de la mano derecha tiene un valor de "cinco". Para indicar el valor "seis", se apoya el pulgar derecho y el dedo índice en la mesa. El pulgar indica el "cinco" más el "uno" indicado por el dedo.
La mano izquierda representa el dígito de la decena. Funciona igual que la mano derecha, pero cada valor se encuentra multiplicado por diez. Cada dedo de la mano izquierda representa "diez", y el pulgar izquierdo representa "cincuenta". De esta manera, todos los valores entre cero y noventa y nueve se pueden indicar con ayuda de ambas manos.

## Adopción en Estados Unidos
Una escuela en Shawnee Mission, Kansas, condujo un programa piloto con estudiantes en 1979. Se encontró que aunque podían sumar grandes números rápidamente, no podían sumarlos mentalmente. El programa se abandonó. Grace Burton de la Universidad de Carolina del Norte dijo: "No enseña las operaciones numéricas básicas, solo a contar más rápido. Sumar y restar rápidamente son solo una pequeña parte de las matemáticas."